# A Wrenched Virile Lore
A Wrenched Virile Lore – remix album szkockiego zespołu Mogwai złożony z remiksów utworów z albumu Hardcore Will Never Die, But You Will, zrealizowanych przez innych artystów. Został wydany 19 i 23 listopada 2012 w Wielkiej Brytanii i Stanach Zjednoczonych.

## Album

### Historia i wydania
Druga kompilacja remiksów Mogwai, A Wrenched Virile Lore, powstała według założeń Kicking a Dead Pig: Mogwai Songs Remixed, zgodnie z którymi zespół powierzył realizację remiksów swoich nagrań znajomym muzykom.
Album został wydany 19 listopada 2012 roku w Wielkiej Brytanii przez Rock Action Records jako CD, a 23 listopada jako podwójny LP z kodem uprawiającym do pobrania albumu w wersji digital download. Tego samego dnia ta sama muzyczna wersja ukazała się Stanach Zjednoczonych nakładem wytwórni Sub Pop. Zawierała również kupon do pobrania albumu w wersji cyfrowej, różniła się ona jednak szczegółami od wersji brytyjskiej: ukazała się w limitowanym nakładzie 2500 egzemplarzy, pierwsza płyta miała kolor czerwony, przezroczysty, druga zaś – szary, z marmurkowym deseniem. 

### Lista utworów

#### CD
Lista według Discogs:
| Nr  | Tytuł utworu                                                        | Wykonawca          | Długość |
| --- | ------------------------------------------------------------------- | ------------------ | ------- |
| 1.  | „George Square Thatcher Death Party – (Justin K Broadrick Reshape)” | Justin K Broadrick | 5:09    |
| 2.  | „Rano Pano – Klad Hest (Mogwai Is My Dick RMX)”                     | Klad Hest          | 7:19    |
| 3.  | „White Noise – (EVP Mix By Cylob)”                                  | Cylob              | 5:20    |
| 4.  | „How To Be A Werewolf – (Xander Harris Remix)”                      | Xander Harris      | 6:50    |
| 5.  | „Letters To The Metro – (Zombi Remix)”                              | Zombi              | 7:21    |
| 6.  | „Mexican Grand Prix – (Reworked By RM Hubbert)”                     | RM Hubbert         | 4:34    |
| 7.  | „Rano Pano – (Tim Hecker Remix)”                                    | Tim Hecker         | 4:45    |
| 8.  | „San Pedro – (The Soft Moon Remix)”                                 | The Soft Moon      | 3:53    |
| 9.  | „Too Raging To Cheers – (Umberto Remix)”                            | Umberto            | 6:29    |
| 10. | „La Mort Blanche – (Robert Hampson Remix)”                          | Robert Hampson     | 13:41   |
|     |                                                                     |                    | 1:05:21 |

Autorem i wykonawcą pierwotnych utworów był zespół Mogwai w składzie:
- Dominic Aitchison – gitara basowa
- Stuart Braithwaite – gitara
- Barry Burns – gitara, instrumenty klawiszowe
- Martin Bulloch – perkusja
- John Cummings – gitara

Autorem zdjęcia na okładce, przedstawiającego przypuszczalnie pewnego japońskiego roadie jest Antony Crook.

#### LP
Lista według Discogs:
Side A
| Nr | Tytuł utworu                                                        | Wykonawca          | Długość |
| -- | ------------------------------------------------------------------- | ------------------ | ------- |
| 1. | „George Square Thatcher Death Party – (Justin K Broadrick Reshape)” | Justin K Broadrick | 5:09    |
| 2. | „Rano Pano – Klad Hest (Mogwai Is My Dick RMX)”                     | Klad Hest          | 7:19    |
| 3. | „White Noise – (EVP Mix By Cylob)”                                  | Cylob              | 5:20    |
|    |                                                                     |                    | 17:48   |

Side B
| Nr | Tytuł utworu                                    | Wykonawca     | Długość |
| -- | ----------------------------------------------- | ------------- | ------- |
| 1. | „How To Be A Werewolf – (Xander Harris Remix)”  | Xander Harris | 6:50    |
| 2. | „Letters To The Metro – (Zombi Remix)”          | Zombi         | 7:21    |
| 3. | „Mexican Grand Prix – (Reworked By RM Hubbert)” | RM Hubbert    | 4:34    |
|    |                                                 |               | 18:45   |

Side C
| Nr | Tytuł utworu                        | Wykonawca     | Długość |
| -- | ----------------------------------- | ------------- | ------- |
| 1. | „Rano Pano – (Tim Hecker Remix)”    | Tim Hecker    | 4:45    |
| 2. | „San Pedro – (The Soft Moon Remix)” | The Soft Moon | 3:53    |
|    |                                     |               | 8:38    |

Side D
| Nr | Tytuł utworu                               | Wykonawca      | Długość |
| -- | ------------------------------------------ | -------------- | ------- |
| 1. | „Too Raging To Cheers – (Umberto Remix)”   | Umberto        | 6:29    |
| 2. | „La Mort Blanche – (Robert Hampson Remix)” | Robert Hampson | 13:41   |
|    |                                            |                | 20:10   |

## Odbiór

### Opinie krytyków
| Oceny łączne         | Oceny łączne |
| Publikacja           | Ocena        |
| -------------------- | ------------ |
| Album of the Year    | 65/100       |
| AnyDecentMusic?      | 6.3/10       |
| Metacritic           | 62/100       |
| Recenzje             |              |
| Publikacja           | Ocena        |
| AllMusic             | [ 9 ]        |
| The Arts Desk        | [ 10 ]       |
| Clash                | 6/10         |
| Consequence of Sound | C-           |
| DIY                  | [ 13 ]       |
| Exclaim!             | 8/10         |
| The Irish Times      | [ 15 ]       |
| The Line of Best Fit | 7/10         |
| musicOMH             | [ 17 ]       |
| NME                  | [ 18 ]       |
| Pitchfork            | 7.0/10       |
| Prog Archives        | [ 20 ]       |
| Record Collector     | [ 21 ]       |
| The Skinny           | [ 22 ]       |
| Slant Magazine       | [ 23 ]       |

Album otrzymał średnią ocenę 65 na 100 na podstawie 13 recenzji krytycznych w zestawieniu Album of the Year, 6.3/10 na podstawie 16 recenzji w zestawieniu AnyDecentMusic? i 62 na 100 na podstawie 14 recenzji w podsumowaniu Metacritic, z komentarzem „ogólnie przychylne opinie”.
W ocenie Heather Phares z AllMusic A Wrenched Virile Lore to „zestaw przeróbek, które są bardziej spójne niż ich [Mogwai] poprzednie wydawnictwo, Kicking a Dead Pig a jednocześnie sprawiają, że utwory z Hardcore Will Never Die, But You Will zmierzają w zupełnie innych kierunkach niż ich pierwowzory i każdy nich z osobna. Pomaga w tym fakt, że zespół zaangażował kadrę remikserów, którzy odnoszą się do różnych aspektów ich brzmienia i dzielą z nimi ducha indywidualizmu”. 
Również w opinii Stuarta Bermana z magazynu Pitchfork A Wrenched Virile Lore w porównaniu poprzednim remix albumem, Kicking a Dead Pig jawi się jako „bardziej spójne dzieło, prezentując intelektualną, alternatywną reimaginację wydawnictwa Mogwai z 2011 roku, Hardcore Will Never Die But You Will. 
Chris Saunders z musicOMH ocenia, iż A Wrenched Virile Lore jako samodzielne wydawnictwo, traci swój kontekst, jeżeli się nie zna Hardcore Will Never Die But You Will, zauważając jednocześnie: „nie znaczy to, że nie jest to imponująca kolekcja, ale prawdziwą korzyść odniosą ci, którzy już znają te utwory i mogą usłyszeć ich esencję, szczególnie tam, gdzie remiks najbardziej różni się od oryginału. (...) Jak w przypadku każdego zestawu remiksów, niektóre z nich są bardziej odważne niż inne. A Wrenched Virile Lore ma wystarczająco dużo do dodania do Hardcore... bez konieczności zaistnienia jako samodzielny album Mogwai. Fani oryginalnego albumu znajdą na nim kilka unikalnych ujęć utworów, jak również przeróbek, z których niektóre brzmią bardziej jak dawne, zniekształcone, agresywne Mogwai”. Podsumowując stwierdza, iż dla każdego, kto nie zna remix albumu, lepszym wyjściem będzie jednak kupno oryginalnego albumu studyjnego.
Joe Clay z magazynu The Quietus uważa, iż remikserzy „wykonali swoje zadanie, przekształcając wypożyczony materiał w coś nie lepszego, ale równie wartościowego”, a nowe utwory „zasługują na to, by istnieć samodzielnie. A Wrenched Virile Lore jest pełen pomysłów wartych podchwycenia, a nie tylko świadomości, że sam album z remiksami nie jest przeżytkiem”.
„A Wrenched Virile Lore to intrygująca i pełna przygód kolekcja, która zwiększa radość słuchacza z poznawania i doceniania materiału źródłowego” – ocenia Jamie Atkins z magazynu Record Collector|.
A Wrenched Virile Lore to solidna kolekcja ciężkich, IDM-owych reimaginacji, pozbawiających Mogwai gęstej atmosfery na rzecz pulsujących syntezatorów i polirytmicznych automatów perkusyjnych. (…) Choć dla fanów Mogwai nie jest to może niezbędny materiał do słuchania, umieszczone w szerszym kontekście utwory A Wrenched Virile Lore z pewnością pozwolą lepiej docenić jeden z najlepszych albumów zespołu od lat” – twierdzi Matthew Ritchie z Exclaim!.
A Wrenched Virile Lore w opinii Yorgo Douramacosa ze Slant Magazine „uwydatnia te cechy Hardcore Will Never Die, które łatwo byłoby albo całkowicie przeoczyć, albo wygodnie zignorować, co czyni go wartościowym uzupełnieniem tego i tak już wyjątkowego albumu”.
Według magazynu Fact A Wrenched Virile Lore nie jest „tak przełomowy ani tak dziwaczny jak jego poprzednik, ale i nie jest pozbawiony zalet”. Jako przykład na poparcie tej ostatniej tezy podano rozbudowany remiks 'Rano Pano', który „przy zachowaniu znajomego dźwięku oryginału, kładzie akcent w nowych miejscach, wydobywając zupełnie inną formę” czy 'La Mort Blanche' Roberta Hampsona, rozbudowany do „13-minutowej, mieniącej się epopei”.
Paula Mejia z magazynu Consequence of Sound uważa, że remix album Mogwai jest pewnym odejściem „od tradycyjnie nietradycyjnego post-rocka grupy, który jest dokładnie tym, czym powinien być, i być może jest to sukces sam w sobie. Nie jest to jednak elektroniczna uczta, na którą wskazywałaby lista utworów z udziałem [zaproszonych] gości” – podsumowuje dając albumowi ocenę C-.
„Sama natura albumów z remiksami sprawia, że rzadko tworzą one spójną całość” – ocenia Bevis Man z magazynu DIY dając wydawnictwu tylko 2,5 gwiazdki (z 5).